# 潘塔纳尔猫
潘塔纳尔猫，或称南美湿地猫（L. c. braccatus）是南美洲热带的一种小型猫科动物。它以南美洲中部的潘塔纳尔湿地而命名，但主要出现在草地，灌木林，稀树草原和落叶林中。它历来被视为南美草原猫的一个亚种，但主要基于皮毛颜色/图案和头颅的测量而被分离为单独的种。基因水平上的研究并不支持这种分离，导致一些机构坚持认为其为南美草原猫的亚种。虽然有另一些机构认为它“可能是不同的物种”，同时该基因研究的有效性受到质疑。

## 描述
潘塔纳尔猫是一种小型猫科动物，与家猫差不多大小。它们有着黄色或棕色的皮毛，侧面具黑褐色斑点，喉部为白色，脸颊上有两条暗线，腿部和胸部有黑色条纹，脚和尾巴尖也均为黑色。耳朵大而尖，覆有暗灰色的黑毛，有时在后部有淡色的标记。一份来自巴西的报告显示该物种有野生的带黑色个体，虽然这种毛皮样式在一些被捕获的样本中也有发现。
该物种的两个亚种可以通过毛皮样式加以识别。L. b. braccatus几乎完全是锈褐色并具有有模糊的斑点和全黑的足部，尾巴上有突出的黑尖。L. b. munoai颜色更淡，更接近黄色，侧面的斑点更接近棕色，同时更清晰。其足部只有掌垫是黑色，尾巴上有不连续的环和狭窄的黑尖。
潘塔纳尔猫的皮毛比其他与之密切相关的物种普遍略厚。其爪子弯曲程度很大并伸缩自如。

## 分布及生境
潘塔纳尔猫从海平面到2000米（6,600英尺）的乌拉圭，巴西东部和中南美洲的邻近地区都有所发现。虽然他们以巴西和巴拉圭的潘塔纳尔湿地命名，但在这些地区，他们居住在开阔的草原和茂密的森林中。有报道称它们也出现在农业用地上，因此它们对人类的干扰能够有所容忍。
当其被确认从南美草原猫中分离而单独作为一个物种时，其被认为有两个亚种：
- Leopardus braccatus braccatus（COPE，1889） - 分布于巴西中部，巴拉圭东部，玻利维亚和阿根廷东北部的部分。[6][7]
- Leopardus braccatus munoai（Ximenez，1961） - 分布于巴西的南里奥格兰德州和乌拉圭。[6][7]

## 行为与食性
潘塔纳尔猫在日间单独活动，活动范围为3至37平方公里（1.2至14平方哩）。它们是肉食性动物，以小型哺乳动物（如豚鼠）、地栖鸟类、小蜥蜴和蛇为食。在很多方面，他们被认为在行为和生物学上与南美草原猫类似。潘塔纳尔猫和小斑虎猫的杂交种在巴西有过发现。